# Romain Fournie
Romain Founie, né le 13 juillet 1984, est un joueur de pétanque français

## Biographie
Il se positionne en milieu ou pointeur.

## Clubs
- ?-? : Puycasquier (Gers)
- ?-? : Auch La Hourre (Gers)
- ?-? : Cugnaux (Haute-Garonne)
- ?-? : Amicale Pétanque Mirande (Gers)
- ?-2010 : Lalanne-Arqué (Gers)
- 2011-2013 : Bron Teraillon (Rhône)
- 2014 : Pétanque Arlancoise (Puy-de-Dôme)
- 2015- : ABC Draguignan (Var)

## Palmarès[1],[2]

### Séniors

#### Coupe des Confédérations
Vainqueur
- Triplette 2013 (avec Thierry Grandet et Jean-Michel Puccinelli) :  Équipe de France

#### Championnats de France
Champion de France
- 2016 (avec Ludovic Montoro et Michel Hatchadourian) : ABC Draguignan

Finaliste
- Doublette 2011 (avec Christophe Sarrio)[3]

#### Coupe de France des clubs
Vainqueur
- 2017 (avec Yolanda Matarranz, Lucie Rousseaux, Christine Saunier, Dylan Rocher, Stéphane Robineau, Robin Rio, Ludovic Montoro, Henri Lacroix  et Jean-Michel Raffalli (coach)) : ABC Draguignan

#### Masters de pétanque
Finaliste
- 2014 (avec Christophe Sarrio, Sébastien Rousseau et Jérémy Darodes)

#### Millau

##### Mondial à pétanque de Millau (2003-2015)
Vainqueur
- Triplette 2008 (avec Hector Milesi et Stéphane Le Bourgeois)
- Tête à tête 2012
- Tête à tête 2013